# José Alfredo Gnecco Zuleta
José Alfredo Gnecco Zuleta (Valledupar, 17 de abril de 1976) es un político y administrador de empresas colombiano que ha sido Representante a la cámara por el departamento del Cesar y Senador de la República por tres períodos consecutivos.

## Familia
La familia de apellido Gnecco es originaria de Italia y se asentó en el sur del Departamento de La Guajira. Gnecco Zuleta es hijo del expolítico y hacendado Lucas Gnecco Cerchar y Lilo Zuleta Carrillo. Sus hermanos son Eliana María Gnecco Martínez, José Amiro Gnecco Martínez, Eddie José Gnecco Zuleta, José Eduardo "Lalo"  Gnecco Zuleta y Xilena María Gnecco Zuleta. En el 2002, su hermano José Amiro fue secuestrado por desconocidos en el sur de Bogotá a las afueras del Hospital donde laboraba como médico. Tiempo después fue liberado y José Amiro contrajo matrimonio con la periodista Vicky Dávila en 2008, convirtiéndose en cuñada de José Alfredo Gnecco.
Miembros de su familia han sido asociados al paramilitarismo, bandas criminales, corrupción, contrabando de gasolina, ganado, armas, narcotráfico y actividades ilegales; como su tío Jorge Gnecco Cerchar (asesinado en 2001), el firmante del Pacto de Ralito, su tío José "Pepe" Gnecco, su tío Nelson Gnecco y su primo en segundo grado Juan Francisco Gómez Cerchar, junto a su socio narcotraficante Marquito Figueroa.

## Estudios
Gnecco Zuleta creció en la ciudad de Valledupar realizó estudios básicos en el Gimnasio del Norte y en el Colegio Hispanoamericano. Estudió inglés básico en el EF International de Boston, Massachusetts e inglés intensivo en el CIES Florida State University de Tallahassee, Florida. Luego realizó algunos estudios de administración de empresas en el Tallahassee Community College de la ciudad de Tallahassee y Santa Fe Community College Gainesville, en el Estado de La Florida, Estados Unidos.
Regresó a su natal Cesar para trabajar como coordinador de la Unidad Territorial, gerente de Positiva Compañía de Seguros y delegado en las Cámaras de Comercio de Valledupar y Aguachica. Trabajó en la ESAP, la Universidad Popular del Cesar y la Red Postal 472 en Aguachica y Presidente de la Asociación de Transportadores de la Costa Caribe.
Fue gerente de la empresa familiar Gnecco Zuleta y Cia., dedicada a la cría especializada de ganado vacuno, transporte de carga y arrendamiento de inmuebles en los departamentos del Cesar y Magdalena.

## Representante a la Cámara (2010-2014)
En las Elecciones legislativas de Colombia de 2010 Gnecco Zuleta fue elegido Representante a la cámara al obtener 16.783 votos.

## Senador de la República (2014-Actualidad)
Gnecco Zuleta superó ampliamente el resultado que obtuvo en las elecciones en 2010. En las elecciones del 9 de marzo de 2014 fue elegido al Senado con una votación a boca de urna de 97.741 sufragantes, casi 6 veces su votación cuatro años después de su primera elección, a pesar de haber figurado poco por su trabajo político en la Cámara de Representantes. Gnecco Zuleta obtuvo un total de 114.125 votos, lo que representó un aumento del 680% en referencia de los 16.783 sufragios obtenidos en 2010 cuando obtuvo la curul en la Cámara de Representantes.
Su caudal electoral con el Partido de la U se concentró en los departamentos del Cesar y La Guajira, obteniendo 78.644 votos, el resto de sufragios los consiguió en los departamentos de Magdalena, Bolívar, Atlántico, Sucre y Córdoba. Respectivamente sus primos los gobernadores del Cesar, Luis Alberto Monsalvo y La Guajira, Juan Francisco “Kiko” Gómez le apoyaron la candidatura. Igualmente, recibió el apoyo del presidente Juan Manuel Santos y el aval de su colectividad a nivel nacional. Gnecco Zuleta aseguroó ante el Consejo Nacional Electoral (CNE) que financió su campaña con $451 millones de los cuales $437.218.073 corresponden a aportes de su tío Luis Alberto Monsalvo Ramírez, padre del gobernador de Cesar; su madre Lilo Zuleta de Gnecco y su hermana Xilena María Gnecco, así como de donaciones particulares. Según la Fundación Paz & Reconciliación, el costo de la campaña de Gnecco Zuleta alcanzó los 20 mil millones de pesos, superando los topes establecidos por las autoridades electorales.

### Escándalo de la mermelada
En el listado de la mermelada que reveló el uribismo su nombre hace parte del grupo de parlamentarios que obtuvieron cupos para obras en regiones distintas a su circunscripción electoral, en este caso en el departamento de Meta.

### Escándalo de la "mermelada tóxica"
Entre el 26 de mayo y el 30 de septiembre del 2015, Gnecco Zuleta sostuvo reuniones con los contratistas Carlos Celestino Martelo Sarabia y Vanessa Margarita Deyongh Yepes, involuacrados en hechos de corrupción con los cupos indicativos del Congreso, que son dinero destinado a proyectos sociales. Por estos hechos, los contratistas fueron capturados y aceptaron los cargos de "interés indebido en la celebración de contratos, cohecho y concierto para delinquir".

### Nexos con Marquito Figueroa
En 2014, la Fundación Arcoíris y la senadora Claudia López denunciaron que el senador Gnecco Zuleta "hace parte de la estructura del narcotraficante conocido como Marquito Figueroa", socio de su primo el exgobernador de La Guajira, Kiko Gómez. Las conclusiones se dieron luego de que la familia Gnecco apoyara a tres representantes a la Cámara en el departamento del Cesar; Christian José Moreno Villamizar, Alfredo Ape Cuello y Fernando de la Peña. Según Ariel Ávila, Gnecco Zuleta estaría vinculado directamente al narcotraficante. Gnecco Cerchar por su parte, contradictoriamente negó ser familiar de Gómez Cerchar y afirmó nunca haber conocido al narco Figueroa, por lo cual entabló una demanda contra la senadora López. El caso se encuentra bajo investigación.

### Cartel de la toga
En mayo de 2018, el exfiscal anticorrupción Luis Gustavo Moreno capturado por corrupción, delató al senador José Alfredo Gnecco y a su padre, el exgobernador Lucas Gnecco de estar involucrados en el cartel de la toga en el que José Alfredo le pagó sobornos para alterar las investigaciones penales por corrupción que pesan contra Lucas.
Gnecco acumulaba tres condenas de la Corte Suprema de Justicia de Colombia; fue condenado en el 2000 por "costreñimiento al elector", en 2009 fue condenado por la "suscripción de contratos irregulares" y luego ese mismo año CSJ lo encontró responsable de "corrupción", en relación con el fraccionamiento de contratos (101 contratos irregulares) que celebró para dotar planteles educativos en el Cesar. La CSJ le impuso una sentencia de 24 años de cárcel.
Moreno fue apoderado de Lucas Gnecco a partir del 7 de julio de 2015. El exfiscal Luis Gustavo Moreno, involucró también en hechos de corrupción al exgobernador del Cesar, Lucas Gnecco Cerchar y a su hijo, el senador por el Partido de la U, José Alfredo Gnecco quien le habría pagado un soborno de COP$ 150 millones de pesos a los magistrados de la Corte, para favorecer a su padre en su condena de 24 años de cárcel y dilatar procesos pendientes en la CSJ.
Sobre el caso, Moreno dijo:.

Directamente [el magistrado] Francisco me dijo reciba al hijo del exgobernador, al congresista Gnecco, recíbale poder. Eran honorarios normales, no recuerdo la cifra, me tocaría revisar con documentación. No fue una cifra escandalosa, era normal, la orden era aplace, no se preocupe que lo van a dejar a aplazar. Francisco me decía que no me preocupara. En otras diligencias yo solicitaba aplazamientos y me negaban, ejemplo Luis Alfredo Ramos. El propósito era evitar que se instalara, dejar que a eso se le fuera bajando presión. Ellos creían que procedía prescripción, yo decía que no era procedente y la instrucción era que aplazara.